# Rue du Général-Bourbaki
La rue du Général-Bourbaki (en occitan : carrièra del Generau Bourbaki) est une voie publique de Toulouse, chef-lieu de la région Occitanie, dans le Midi de la France. Elle se trouve dans le quartier des Minimes, dans le secteur 3 - Nord.

## Situation et accès

### Voies rencontrées
La rue du Général-Bourbaki rencontre les voies suivantes, dans l'ordre des numéros croissants (« g » indique que la rue se situe à gauche, « d » à droite) :
1. Avenue Emmanuel-Maignan
2. Rue de l'Abbé-Sicard
3. Rue de la Sainte-Famille
4. Rue de Domrémy (d)
5. Rue du Caillou-Gris
6. Place du Marché-aux-Cochons (d)
7. Rue Gélibert (d)
8. Impasse Laudie (d)
9. Rue Claire-Cazelles (d)
10. Rue Biot (g)
11. Rue du Général-Faidherbe (g)
12. Rue Bernard-Palissy (d)
13. Rue du Général-Hoche (g)
14. Rue Filhol (d)
15. Rue Figeac (d)
16. Boulevard Silvio-Trentin

### Transports
La rue du Général-Bourbaki n'est pas directement desservie par les transports en commun. Elle est cependant parallèle à l'avenue des Minimes parcourue sur la ligne de bus 29. Elle est par ailleurs desservie par plusieurs stations de la ligne de métro , aux stations Canal-du-Midi, Minimes – Claude-Nougaro et Barrière-de-Paris. Près de cette dernière, à la barrière de Paris, se trouvent les arrêts des bus 1541110. Enfin, à la première et au pont des Minimes se trouvent les arrêts des bus 152770.
Les stations de vélos en libre-service VélôToulouse les plus proches sont les stations no 125 (barrière de Paris), no 132 (71 avenue des Minimes) et no 133 (71 avenue des Minimes).

## Odonymie
La rue est nommée en hommage au général Charles Denis Bourbaki (1816-1897). Il participa sous la monarchie de Juillet à la conquête de l'Algérie, puis aux campagnes de Napoléon III en Crimée et en Italie. Il fut commandant de la garde impériale, puis de l'armée de l'Est pendant la guerre franco-allemande de 1870-1871. Il a peut-être été confondu avec son père, le colonel franco-grec Constantin Denis Bourbaki (1787-1827), engagé dans l'armée française, fidèle de l'empereur Napoléon Ier qui participa à la bataille de Toulouse, le 10 avril 1814. Son frère fut d'ailleurs tué à la défense du couvent des Minimes. Il mourut en luttant pour l'indépendance de la Grèce.

## Patrimoine et lieux d'intérêt

### Couvent des Minimes
Une première chapelle, dédiée à saint Roch, est construite en 1392 par les chanoines de Saint-Sernin. En 1502, François de Paule y fonde un couvent de religieux minimes et une nouvelle église est construite entre 1503 et 1520, tout en conservant la chapelle Saint-Roch qui prend le vocable de Saint-François-de-Paule en 1519, peu de temps après sa canonisation. En 1793, l'église et les bâtiments conventuels deviennent biens nationaux. Tandis que l'église devient église paroissiale en 1851, les anciens bâtiment du couvent sont occupés par les sœurs de la Sainte Famille, qui y installent en 1853 une école congréganiste pour filles.

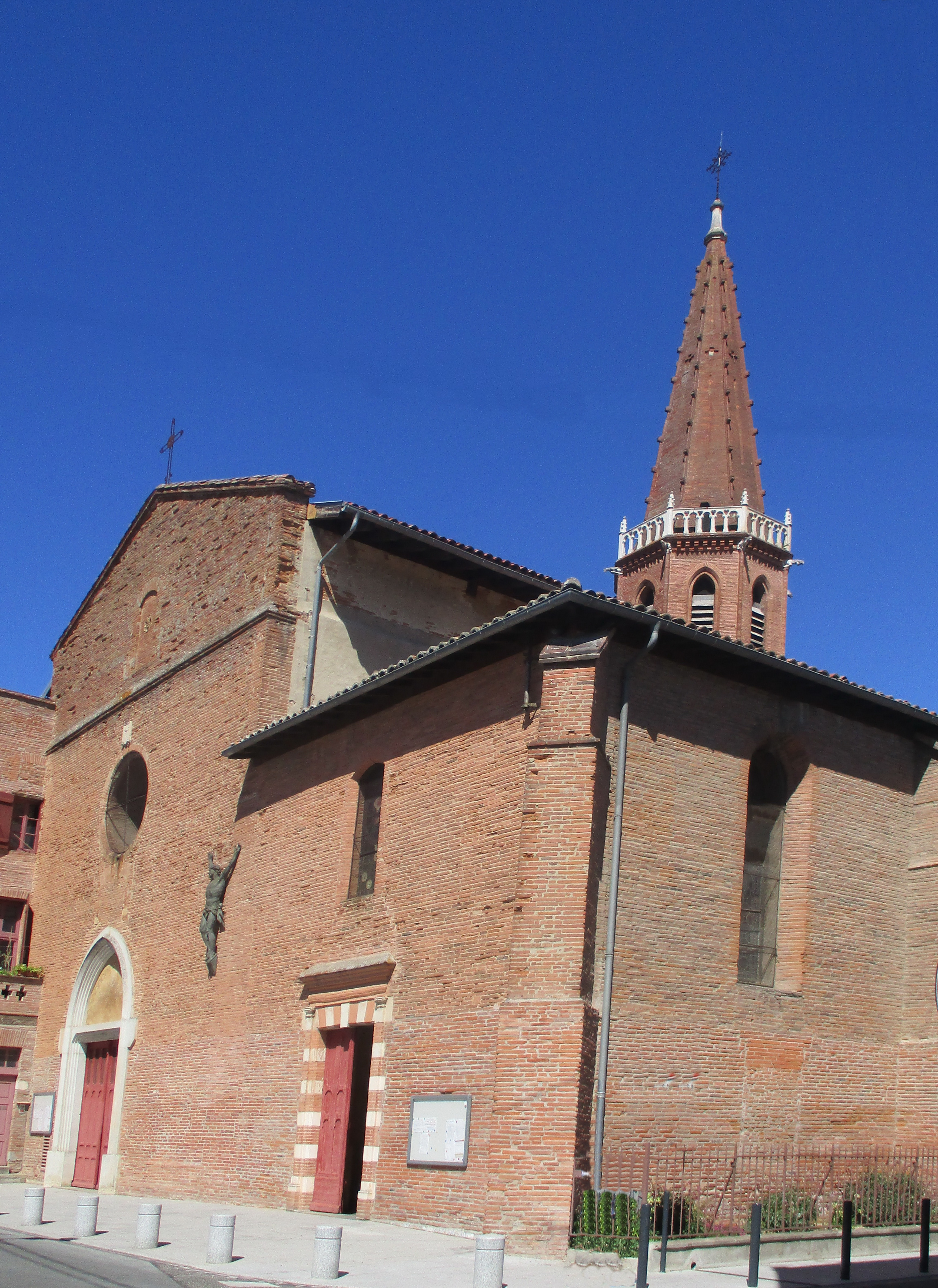
no 22 : église Saint-François-de-Paule.

- no  22 : église Saint-François-de-Paule. 
L'église est construite entre 1503 et 1520 dans un style gothique méridional influencé par la Renaissance. La porte principale, rue du Général-Bourbaki, a un encadrement de pierre en arc brisé. Elle est surmontée d'un grand oculus et d'une pierre qui porte les armoiries de Laurent Alleman, évêque de Grenoble et abbé de Saint-Sernin, proche des Minimes auxquels il céda la chapelle Saint-Roch. À droite, une porte, en pierre et brique alternées, est encadrée de deux pilastres qui soutiennent une corniche. La nef – unique, avant l'adjonction de collatéraux aux siècles suivants – a été surélevée, les voûtes et la charpente construites au milieu du XVIIIe siècle. Le chœur a des vitraux réalisés par Antonin Doumerc, représentant des scènes de la vie de Jeanne d'Arc. Le collatéral sud, élevé entre 1628 et 1644, est éclairé de fenêtres en arc brisé et en plein cintre, ornées de vitraux réalisés par le verrier Louis Victor Gesta, probablement en 1874. La construction du collatéral nord, en 1860, a provoqué la destruction d'une partie de la galerie du cloître. La chapelle Saint-François-de-Paule, ancienne chapelle Saint-Roch, date de 1392. La voûte de la chapelle est ornée au cours du XVIIe siècle de peintures de François Fayet, représentant l'apothéose de François de Paule. Le clocher, érigé une première fois en 1546, est reconstruit en 1664 après un incendie. Il est finalement reconstruit en 1892 sur les plans de l'architecte Gabriel Bréfeil. Il se compose de deux niveaux de fenêtres en arc brisé surmontés d'une flèche polygonale[3].

- no  28 : emplacement du couvent des Minimes.

### Établissements scolaires
- no  17 : groupe scolaire privé Sainte-Famille-des-Minimes[4].
- no  59 : groupe scolaire Claude-Nougaro[5].

### Maisons toulousaines et fermes
- no  29 : maison toulousaine (deuxième moitié du XIXe siècle)[6].
- no  39 : maison toulousaine (deuxième moitié du XIXe siècle)[7].
- no  41 : maison toulousaine (deuxième moitié du XIXe siècle)[8].
- no  47 : maison toulousaine (deuxième moitié du XIXe siècle)[9].
- no  51 : maison toulousaine (deuxième moitié du XIXe siècle)[10].
- no  53 : maison toulousaine (deuxième moitié du XIXe siècle)[11].
- no  56 : maison toulousaine (deuxième moitié du XIXe siècle)[12].
- no  102-104 : métairie Pimpé (XVIIIe – XXe siècle)[13].
- no  120 : ferme (deuxième moitié du XIXe siècle)[14].

### Immeubles et maisons
- no  52 : maison (milieu du XXe siècle).
- no  79 : ancienne usine de confection (premier quart du XXe siècle)[15].
- no  80 : maison (1926)[16].
- no  93 : résidence Bourbaki-Minimes[17].
- no  97 : maison (1935)[18].
- no  119 : cité Bourbaki[16].
- no  80 : maison (1926)[16].